# Lien Kuijper
Celina (Lien) Johanna Kuijper (Rotterdam, 4 maart 1923 – Auschwitz, 27 augustus 1943), alias Thea van Zuylen, was een Joods verzetsstrijder in Nederland tijdens de Tweede Wereldoorlog.

## Levensloop
Kuijper was afkomstig uit een joodse familie uit Rotterdam. Ze was verloofd met Ies Davids uit Rotterdam. Kort nadat de jodenster verplicht werd om te dragen dook Davids onder, Kuijper volgde kort daarna. Zij zwierf acht maanden lang rond van onderduikadres naar onderduikadres. In 1943 werd zij door Henk en Johannes Post uit Amsterdam-Zuid opgehaald en bij die laatste in huis genomen. Lien Kuijper ging koerierswerk doen en werd met haar verloofde herenigd. Hij ging persoonsbewijzen bijwerken. Post, Kuijper, Davids, Jan Naber en Albert Rozeman hebben zich, toen de Duitsers verbeten naar verzetslieden op jacht gingen, een tijd in de Drentse bossen schuilgehouden.
Johannes Post en Lien Kuijper werden op 16 juli 1943 gearresteerd in pension De Roo in Ugchelen door de politiemannen Jan Lamberts en Jannes Doppenberg. Beiden werden in het politiebureau van Apeldoorn opgesloten. Johannes Post wist te ontsnappen maar werd meteen weer opgepakt. Op 18 juli 1943 werd hij alsnog door een Nederlandse rechercheur bevrijd.
Een ontsnappingspoging van Lien Kuijper mislukte en zij werd naar Kamp Westerbork overgebracht. Een poging om haar hier uit te halen met hulp van Nico Viëtor mislukte ook, omdat Kuijper weigerde te vertrekken. Dat was waarschijnlijk omdat kampcommandant Albert Konrad Gemmeker had gewaarschuwd dat een hele barak zou worden gestraft als iemand probeerde te vluchten. Vanuit Westerbork is Kuijper naar Polen gedeporteerd en direct na aankomst vergast.
In 1981 is in een huis aan de Bentickslaan in Hoogeveen een brief gevonden die zij vanuit de trein heeft gegooid. Op dit adres heeft Johannes Post een tijd ondergedoken gezeten. De brief is aan hem geadresseerd.